# Enrico Solmi
Enrico Solmi (Spilamberto, 18 de juliol de 1956) és un bisbe catòlic, teòleg, professor i escriptor italià. Actualment, des del 2008, és el nou bisbe de la diòcesi de Parma, nomenat pel Papa Benet XVI.

## Biografia

### Inicis i formació
Des de molt jove descobrí la seva vocació religiosa i decidí entrar al seminari metropolità menor i major de Mòdena i també a l'Institut Inter-Reggio Emilia. Després d'acabar la formació eclesiàstica, el 28 de juny del 1980 fou ordenat sacerdot per l'arquebisbe Bruno Foresti.
De seguida es va traslladar a la ciutat de Roma per completar-hi els estudis superiors, on obtingué un doctorat en teologia moral per l'Acadèmia Pontifícia Alfonsiana i després a Milà, on s'especialitzà en bioètica per la Universitat Catòlica del Sagrat Cor.
El 1981 començà a treballar com a professor de teologia moral a l'Institut Inter-Reggio Emilia, on ell mateix estudià i el 1987 a l'Institut de Ciències Religioses de Mòdena. Després, el 1991, fou el delegat de l'arquebisbe metropolità per a la cura pastoral de les famílies i el 1996 dirigí el centre diocesà de la mateixa diòcesi. El 2005 es va convertir en vicari episcopal i a més alhora fou vicari dels municipis de San Felice sul Panaro i Santa Rita, director de l'oficina pastoral de la família de la Regió Eclesiàstica Emilia-Romanya i capellà del famós equip de futbol de la zona, el Modena Football Club.

### Ministeri episcopal
Més tard, el 19 de gener del 2008, després de ser nomenat pel Papa Benet XVI, és el nou bisbe de la diòcesi de Parma, en successió de Silvio Cesare Bonicelli, que hi renuncià per motius d'edat. Rebé la consagració episcopal el 9 de març del mateix any a la Catedral de Parma, a mans del seu consagrant principal l'arquebisbe Mn. Benito Cocchi i els seus co-consagrants, l'arquebisbe Mn. Bartolomeo Santo Quadri i el seu predecessor en el càrrec Mn. Silvio Cesare.
També, des del 2010, és president de la Comissió Episcopal Permanent de Família i Vida de la Conferència Episcopal Italiana.
A més cal destacar que el juliol del 2013 fou un gran partícip de la Jornada Mundial de la Joventut 2013 a la ciutat de Rio de Janeiro, on encapçalà la delegació de la seva diòcesi. I ha estat un dels quatre delegats escollits per la Conferència Episcopal Italiana per participar en les tasques del Sínode de la família a la XIV Assemblea General Ordinària del sínode de bisbes del 2015.

## Obres
- Evangelizzazione e sacramento del matrimonio nella Chiesa italiana. Uno studio dell'insegnamento della CEI sul matrimonio nel periodo post-conciliare, Libreria della Dottrina Cristiana "Elledici", (1990)
- Piccolo manuale di pastorale familiare, San Paolo Edizioni,[5] (1999)
- La famiglia per il volto missionario della Chiesa (con Dionigi Tettamanzi), Centro Ambrosiano, (2004)
- Il disegno di Dio su matrimonio e famiglia. Uno sguardo al Magistero della Chiesa, San Paolo Edizioni, (2015)